# Wesley Souza
Wesley Pionteck Souza, mais conhecido como Wesley Souza ou simplesmente Wesley (Orlândia, 14 de abril de 1996), é um futebolista brasileiro  que atua como meia ou atacante. Atualmente, joga no Sampaio Corrêa.

## Carreira

### Inicio
Antes velocista, Wesley trocou a carreira no atletismo para seguir como jogador de futebol, iniciando a carreira nas categorias de base do Batatais, passando por Grêmio Barueri (antes Grêmio Prudente), até chegar no Botafogo-SP em 2013.
| “ | Quando eu era criança, gostava de correr, então, comecei a fazer atletismo. Eu fazia academia, participava de competições em outras cidades e sempre ganhava medalhas nas competições escolares nas provas de 100m, 200m e 400m. Só que meu pai falava para eu jogar bola, porque eu ia me dar bem. Inspirado no meu irmão, fui para o futebol e nunca mais parei. | ” |

Em 2015, foi relacionado para disputar a Copa São Paulo de Futebol Júnior, iniciou a competição como reserva, mas agradou o técnico Rodrigo Fonseca que o promoveu como titular.
| “ | - Eu gosto de fidelizar o grupo, mas cito o Wesley porque ele correu demais. Esse menino tem oito pulmões, não é possível. É impressionante a entrega dele. Todos que vieram assistir ao jogo ficaram impressionandos com a disposição desse menino. Isso só engrandece o nosso elenco - comentou o treinador. | ” |

### Botafogo-SP
Revelado nas categorias de base do Botafogo-SP, após se destacar na Copa São Paulo de Futebol Júnior, fez sua estréia como profissional pelo clube em 31 de Janeiro de 2015 no Campeonato Paulista na vitória por 0 a 1 sobre o Rio Claro, dando também sua primeira assistência para gol.
Wesley marcou seu primeiro gol como profissional em 8 de Fevereiro de 2015, aos 26 minutos do 2º tempo, no empate com a Ponte Preta em 1 a 1.

### Santos
Após ser pretendido por Palmeiras, Flamengo e Lille, Wesley teve 70% dos seus direitos econômicos adquiridos pelo Banco BMG, acertando sua transferência para o Santos no dia 27 de julho de 2015, para então jogar no time sub-23 da equipe alvinegra.
Foi relacionado pela primeira vez pelo técnico Dorival Júnior no dia 29 de Novembro de 2015, em partida válida pela 37ª rodada do Campeonato Brasileiro.

### Red Bull Bragantino
Em 2019 foi anunciado como reforço do Red Bull Bragantino.

## Títulos
Red Bull Bragantino
- Campeonato Brasileiro - Série B: 2019